# Mesomedes
Mesomedes av Kreta (klassisk grekiska Μεσομήδης ὁ Κρής) var en forngrekisk skald och tonsättare från Kreta under 100-talet e.Kr. Han var kejsar Hadrianus frigivne slav och gunstling. Av honom existerar några epigram och en till Nemesis riktad hymn, till vilken även de musikaliska nottecknen finns i behåll, ett av de få exempel på grekisk notskrift, vilka kommit till vår tid.